# Chlorodus viridia
Chlorodus viridia är en insektsart som beskrevs av Johnson och Ledig 1918. Chlorodus viridia ingår i släktet Chlorodus och familjen kilstritar. Inga underarter finns listade i Catalogue of Life.